# Bailado de Crianças no Colégio, no Andaraí
Bailado de Crianças no Colégio, no Andaraí é um suposto filme brasileiro dirigido por Vittorio Di Maio por volta de 1897. O lançamento do filme ocorreu no dia 1º de maio de 1897 no Cassino Fluminense, na cidade de Petrópolis. Foi exibido novamente em 6 de maio do mesmo ano.
O filme foi anunciado pela primeira vez pelo jornal Gazeta de Petrópolis em 1º de maio de 1897, sendo anunciado novamente em 6 de maio do mesmo ano. Antes do descobrimento do anúncio, acreditava-se que o primeiro filme produzido no Brasil era Vista da Baía de Guanabara de Affonso Segretto, produzido em 1898.
Quatro dos vinte e um filmes anunciados são considerados brasileiros pela Cinemateca Brasileira, sendo eles, Chegada do Trem em Petrópolis, este filme, Uma Artista Trabalhando no Trapézio do Politeama e Ponto Terminal da Linha de Bondes de Botafogo, Vendo-se os Passageiros Subir e Descer.

## Sinopse Presumida
Pode-se presumir, pelo título, que o filme apresenta um bailado de crianças em um colégio no bairro do Andaraí, no Rio de Janeiro. 

## Nacionalidade

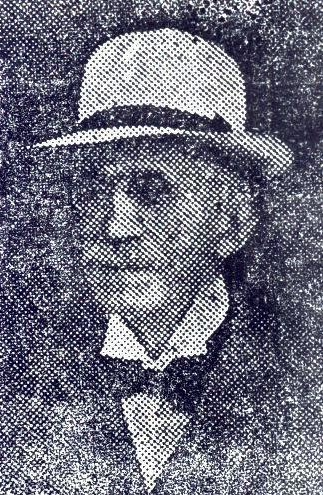
Vittorio Di Maio por volta de 1897.

A nacionalidade dos filmes é posta em dúvida por inúmeros pesquisadores, incluindo os veteranos do cinema brasileiro Adhemar Gonzaga e Alex Viany. Vários pesquisadores levantam a questão de que Di Maio não poderia ter produzido esses curtas, pois apenas trabalhava com aparelhos de projeção que são até hoje desconhecidos. Teria sido extremamente complicado para a época, pois não havia nenhum material cinematográfico disponível.
Os pesquisadores Paulo Roberto Ferreira e Jorge JV Capellaro no livro "Verdades Sobre o Início do Cinema no Brasil" defendem que os curtas-metragens exibidos em 1897 por Di Maio são brasileiros. Com a única evidência levantada sendo o título de alguns dos filmes fazerem referência a lugares do Brasil, como “Petrópolis” e “Politeama” por exemplo.
Apesar disso, outros pesquisadores apontam que Di Maio alterou os títulos de filmes estrangeiros para enganar a população de Petrópolis. Outro fator que reforça a teoria é que Di Maio nunca mencionou ou explicou nenhuma das exibições ou o paradeiro dos filmes, mesmo antes de morrer, em 1926.